# Muurfijnstraal
Muurfijnstraal (Erigeron karvinskianus, synoniem: Erigeron mucronatus) is een vaste plant uit de composietenfamilie. De plant is afkomstig uit Mexico en raakte van daaruit vanaf de negentiende eeuw over de wereld verspreid. In 1993 werd ze voor het eerst aangetroffen in Amsterdam en raakte sindsdien ingeburgerd in een groot deel van de Lage Landen. Muurfijnstraal groeit op stenige plaatsen zoals muren en langs gevels. De soort wordt wel ook als sierplant gebruikt.

## Beschrijving
De plant wordt 15-50 cm hoog en heeft een gladde tot spaarzaam behaarde, liggende tot opstijgende stengel, die lang, dun en geribd is. De op de grond liggende delen van de stengel bewortelen. De smalle bladeren zijn deels drie-lobbig met naar voren gerichte, spitse slippen en hebben bij wrijven een aangename geur.
Muurfijnstraal bloeit van juni tot augustus met 1-1,5 cm grote bloemhoofdjes. De lintbloem en de straalbloemen zijn 1 mm breed, 9-10 mm lang, van boven wit en van onderen roze tot paars. De pappus bestaat alleen uit borstelharen. De bloemen worden veel door insecten, zoals bijen, wespen en vliegen, bezocht.
De vrucht is een 1-1,4 mm lang, lichtbruin nootje met een enkele rij langharig vruchtpluis en bevat één zaadje.

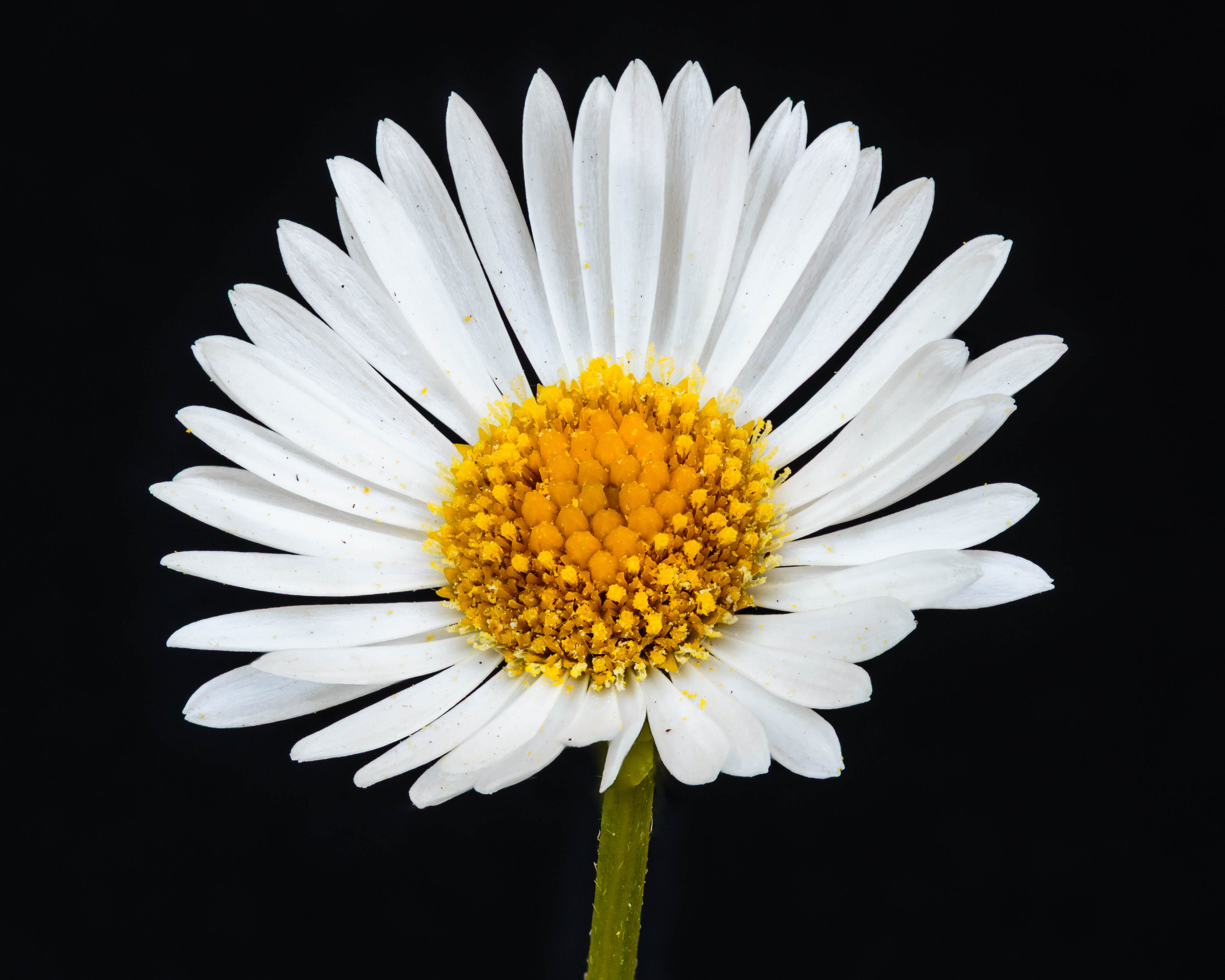
Bloeiwijze
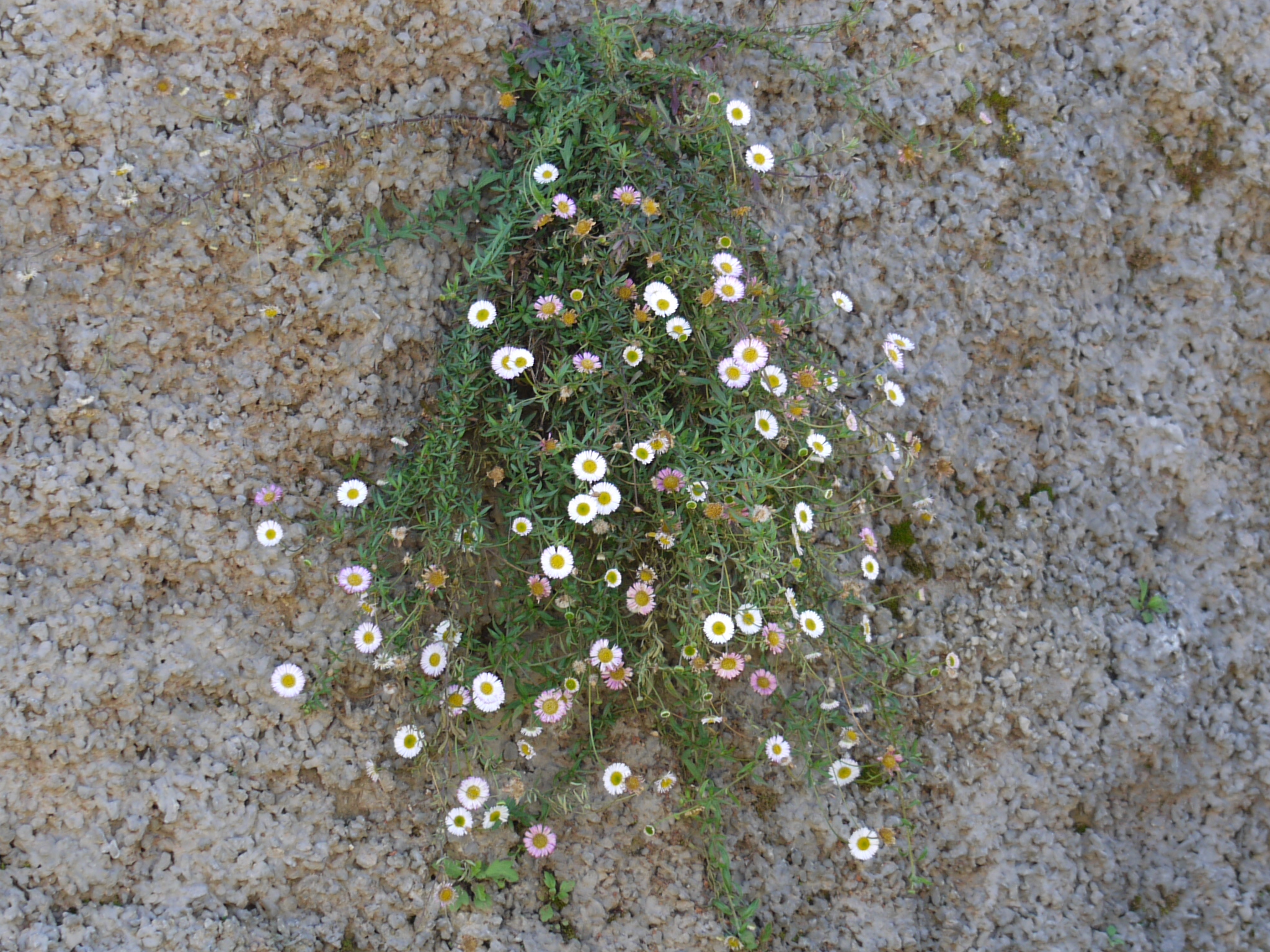
Op een muur
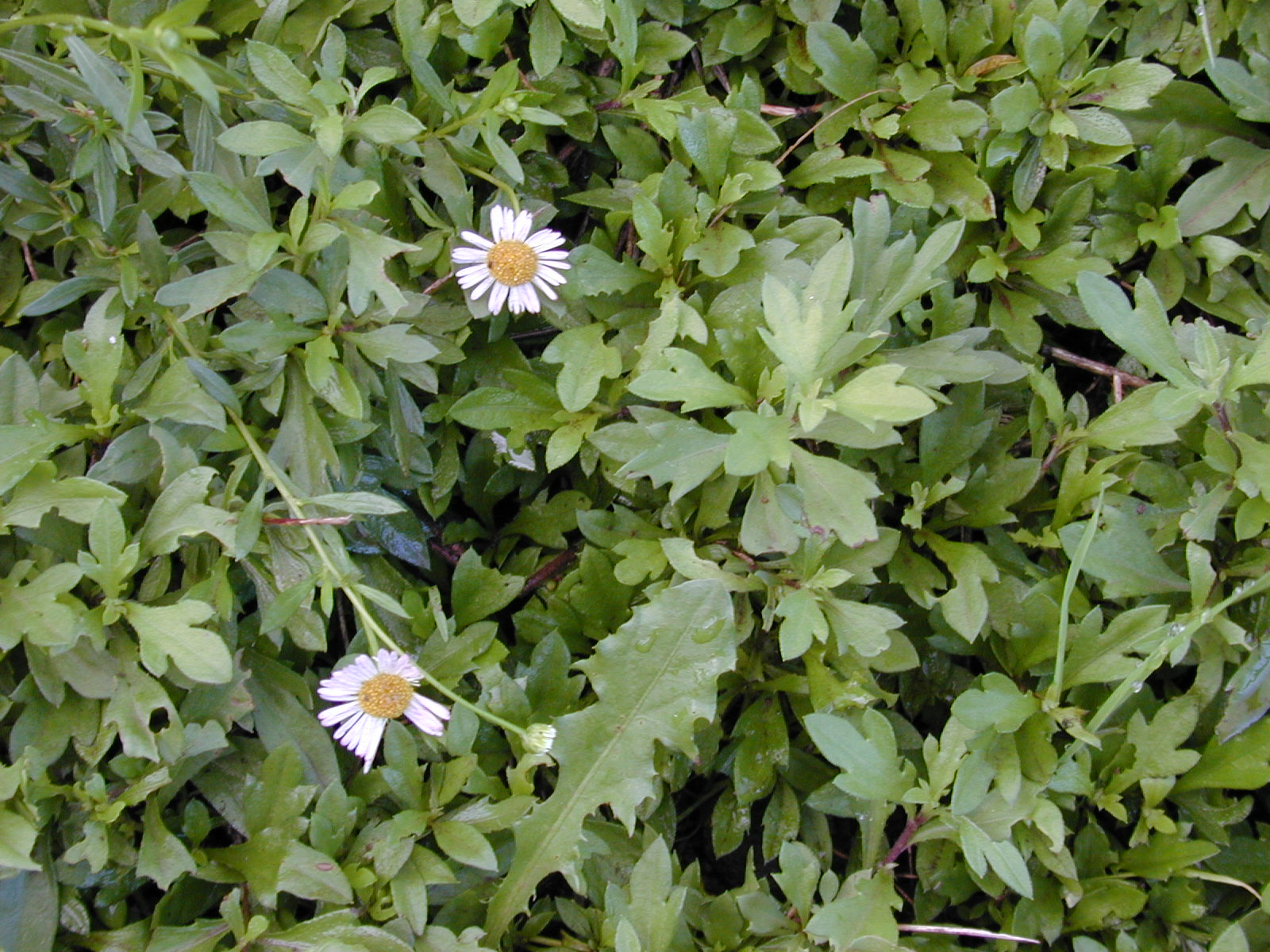
Blad